# Milan Živadinović (1944)
Pour les articles homonymes, voir Milan Živadinović.
Milan Živadinović (en serbe : Милан Живадиновић), né le 15 décembre 1944 à Belgrade, à l'époque en Yougoslavie, aujourd'hui en Serbie, et mort le 17 juillet 2021, est un joueur de football serbe, qui évoluait au poste d'attaquant, avant de devenir entraîneur.
Il a été le sélectionneur de plusieurs sélections nationales (Yougoslavie, Irak, Yémen, Ghana, Birmanie).

## Biographie
Il est quart de finaliste de la Coupe d'Asie des nations 2000 avec l'équipe d'Irak.